# Pleuranthodendron lindenii
Pleuranthodendron lindenii là một loài thực vật có hoa trong họ Liễu. Loài này được (Turcz.) Sleumer miêu tả khoa học đầu tiên năm 1978.